# Abel Ferrater i Hortet
Abel Ferrater i Hortet   (la Selva del Camp, 30 de juny de 1917 - la Selva del Camp, 25 d'agost de 1999) va ser un artista (pintor, escultor, cartellista) català.

## Biografia

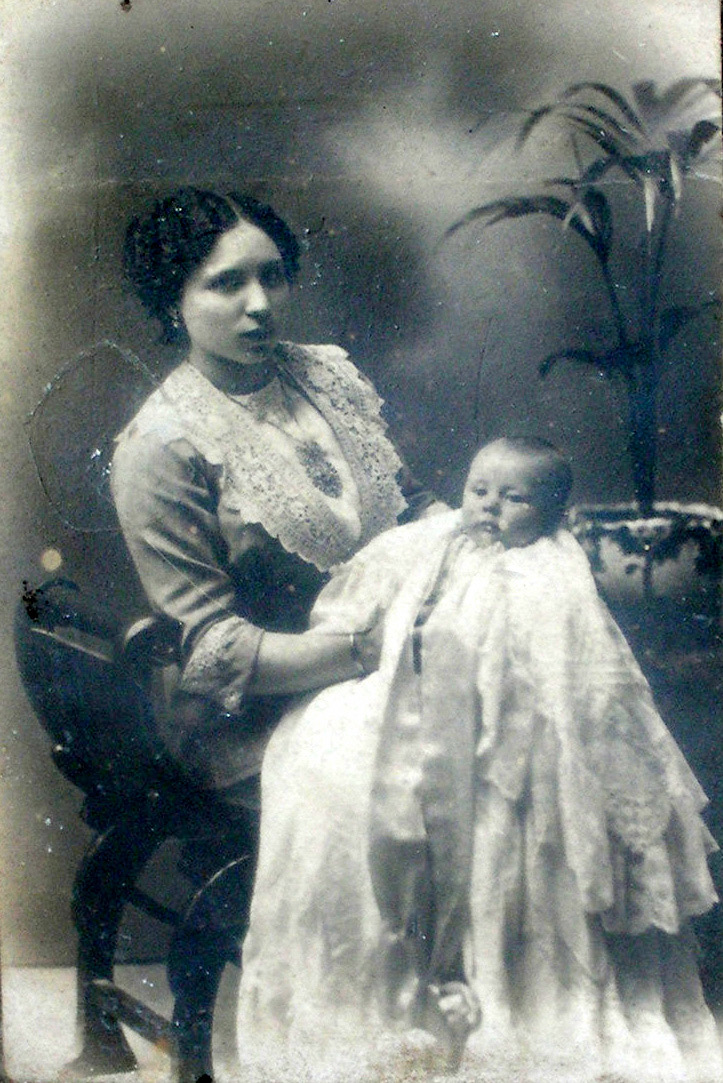
A la falda de la mare, l'any 1917

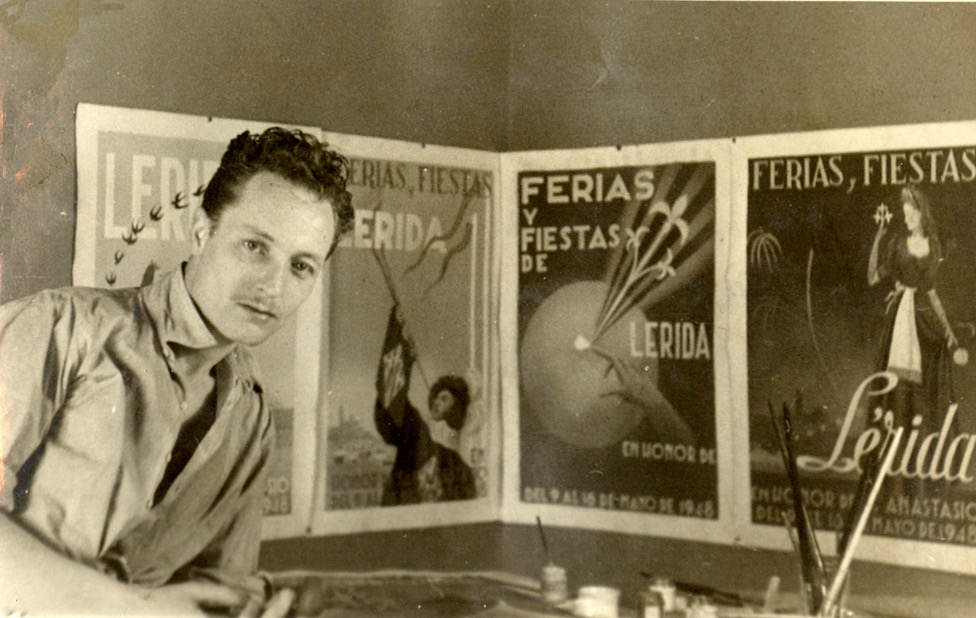
Concurs de cartells Fira de Lleida, l'any 1948

Va néixer a la Selva del Camp el 30 de juny de l'any 1917, fill de Joan Ferrater i Maria Hortet. Al seu germà Joan, quatre anys més gran que ell, li agradava pintar. L'Abel, volent imitar-lo, va començar a dibuixar i a pintar de ben petit. Quan tenia tretze anys, la seva mare va morir i al cap d'un temps, el seu pare es va tornar a casar. L'Abel no hi tenia massa bona relació, i va aprofitar la mobilització militar de la Guerra Civil espanyola per a marxar de casa amb el seu germà, que va morir en un bombardeig a Barcelona el 1938. L'Abel va quedar ferit en una cama i va estar ingressat tres mesos. Quan va acabar la contesa, a marxar a Lleida i va participar en un concurs de rètols publicitaris, on va quedar primer. Allí va retrobar la seva passió per la fotografia i va compaginar-la amb la pintura. Li agradava molt fotografiar detalls, figuretes de paper, ombres. Entrà en contacte amb l'exili republicà de Mèxic en una primera estada el 1951 en la que exposa en l'Orfeó Català, i entre 1952 i 1957 recorregué el país, exposant als casals catalans en vint exposicions. Va començar a pintar quadres surrealistes i a fer escultures, retornant puntualment a Europa.
Uns anys més tard, va anar cap a Nova York i Califòrnia, on va visitar un estudi cinematogràfic mentre gravaven una pel·lícula de pirates i va començar a dissenyar cases. A la dècada del 1960, va morir el seu pare i Abel va decidir tornar a la Selva del Camp. Es va instal·lar a la finca familiar de la Rasa, reformant-la a mena de mansió amb un caire d'estudi californià, on exposava la seva obra, i retornà al paisatgisme, fent escultures, fotografies, dissenyant una urbanització que pretenia que fos una colònia d'artistes, i al mestratge d'altres artistes en el seu taller. Li agradaven molt els arbres i els gossos, que es troben representats en molts dels seus quadres i fotografies, ja que els considerava com a fills que no n'havia tingut.
Va morir a la Selva del Camp el 25 d'agost del 1999, amb 82 anys. Va deixar les seves obres d'art i un terreny de quatre hectàrees a l'Ajuntament per a què s'hi pogués construir una escola, i els seus estalvis per a fer un orgue a l'església de Sant Andreu, per tal de reemplaçar el que es va cremar a la Guerra Civil espanyola.
L'ajuntament de la Selva del Camp ha posat el seu nom a una escola aixecada a la Rasa de Ferrater (Escola Abel Ferrater), i al carrer immediat.